# Shirozuella unciforma
Shirozuella unciforma – gatunek chrząszcza z rodziny biedronkowatych i podrodziny Coccinellinae. Występuje w Chinach.

## Taksonomia
Gatunek ten opisany został po raz pierwszy w 2012 roku przez Wang Xingmina, Ge Fenga i Ren Shunxianga na łamach „ZooKeys”. Opisu dokonano na podstawie parki okazów odłowionych w 2009 roku. Jako miejsce typowe wskazano Hanmi w powiecie Motuo na terenie Tybetu. Epitet gatunkowy oznacza po łacinie „hakokształtna” i nawiązuje do kształtu jednego z elementów genitaliów tego owada.

## Morfologia
Chrząszcz o podługowato-owalnym, słabo wysklepionym ciele długości od 1,65 do 1,75 mm i szerokości od 1,1 do 1,3 mm, z wierzchu porośniętym przerzedzonym owłosieniem. Głowa ma ubarwienie brązowe do czarnego. Czoło pokryte jest drobnymi punktami, oddalonymi od siebie na odległość wynoszącą od 2 do 2,5 ich średnic. Przedplecze jest czarne z żółtymi lub żółtobrązowymi kątami przednimi, punktowane drobniej niż głowa. Trójkątna tarczka ma czarne ubarwienie. Pokrywy są brązowe do czarnych z parą żółtawobrązowych ukośnych plam pośrodku oraz zażółconymi wierzchołkami. Punktowanie pokryw jest większe niż na przedpleczu, bezładne, punkty rozstawione są na odległość wynoszącą od 1,5 do 2,5 ich średnic. Spód ciała jest czarny z brązowymi przedpiersiem, śródpiersiem i podgięciami pokryw. Przedpiersie i śródpiersie (mezowentryt) są słabo szagrynowane i niewyraźnie punktowane. Odnóża są brązowe z żółtawymi biodrami. Linie udowe na pierwszym widocznym sternicie odwłoka (wentrycie) są kompletne i dochodzą do 4/5 jego długości. Genitalia samca mają płat środkowy (ang. penis guide) w widoku brzusznym krótki, przysadzisty, prawie równoległoboczny, tylko w ostatniej 1/5 ostro zwężony ku nieco stępionemu wierzchołkowi, w widoku bocznym zaś najszerszy u nasady, stopniowo zwężający się do 4/5 długości, a następnie ostro zwężony ku hakowatemu szczytowi. Smukłe i proste paramery są znacznie dłuższe od tegoż płata. Samo prącie jest krótkie i grube, zaokrąglone na szczycie. Genitalia samicy mają 2,5 raza dłuższe niż szerokie i ku tępym szczytom zwężone gonokoksyty z bardzo drobnymi gonostylikami.

## Rozprzestrzenienie
Owad endemiczny dla Chin, znany tylko z miejsca typowego w Tybecie. Spotykany na wysokości około 2900 m n.p.m.